# Zgrupowanie „Chojnice”
Zgrupowanie „Chojnice” – formacja Wojska Polskiego II Rzeczypospolitej walcząca w kampanii wrześniowej 1939.
Tuż przed wojną, 25 sierpnia 1939, dowódca Armii „Pomorze” gen. dyw. Władysław Bortnowski postanowił utworzyć pośrednie szczeble dowodzenia. Jednym z nich miało być dowództwo nowo utworzonej Grupy Operacyjnej „Czersk”. W skład grupy weszło między innymi Zgrupowanie „Chojnice”. Dowództwo Zgrupowania utworzono z oficerów wydzielonych z dowództwa Pomorskiej Brygady Obrony Narodowej. Dowódcą Zgrupowania został płk Tadeusz Majewski – dotychczasowy dowódca Pomorskiej Brygady ON.

## Planowanie walk
Wybuch wojny zastał Armię „Pomorze” w takim ugrupowaniu, jakie miała przyjąć w razie przeprowadzenia interwencji gdańskiej. Grupa Osłony „Czersk” ugrupowała się w sposób następujący:
- kierunek Kościerzyna–Bytów osłaniany był przez Oddział Wydzielony „Kościerzyna” ppłk. Jerzego Staniszewskiego,
- od południowego zachodu sąsiadem OW „Kościerzyna” była Pomorska Brygada Kawalerii płk. Adama Zakrzewskiego,
- na przedpolu Pomorskiej BK znajdowały się słabe pododdziały Straży Granicznej, a od strony południowej oddziały Zgrupowania „Chojnice"[5].

Zgrupowanie „Chojnice” miało za zadanie osłaniać kierunek Człuchów–Czersk– Starogard; trzymać w obronie węzeł Chojnice, przy wykorzystaniu istniejących umocnień polowych z oparciem północnego skrzydła o Jezioro Charzykowskie.
Dowódca Zgrupowania postanowił zorganizować dwa odcinki obrony i dwa ugrupowania osłony skrzydeł:
- odcinek północny od północnego skraju przedmieścia do Jeziora Charzykowskiego; obsadził go batalion ON „Czersk” kpt. Feliksa Szymańskiego,
- odcinek południowy z przednim skrajem obrony na zachodnim przedpolu miasta; obsadził go 1 batalion strzelców ppłk. Gustawa Zacnego, z podporządkowaną mu kompanią Straży Granicznej „Chojnice”.

Oba odcinki stanowiły centrum obrony, które z kolei było osłaniane przez dwa ugrupowania:
- osłona południowego skrzydła obrony; stanowił je 18 pułk ułanów płk. Kazimierza Mastalerza, wzmocniony 2 baterią 11 dywizjonu artylerii konnej kpt. Jana Pasturczaka,
- osłona północnego skrzydła obrony;  stanowił je komisariat Straży Granicznej „Konarzyny” oraz plutony wzmocnienia Straży Granicznej; osłoną północną dowodził komendant komisariatu „Konarzyny”.

Ponadto utworzono odcinek „Rytel”. Stanowił on drugi rzut obrony zgrupowania. Obsadził go batalion ON „Tuchola” kpt. Stanisława Ziemby. 
Artyleria Zgrupowania:
- I/9 pal kpt. Józefa Pawła Amstera z rejonu na północ od toru kolejowego Chojnice–Czersk miał zapewnić wsparcie obrony węzła Chojnice oraz odcinka północnego całym dywizjonem, a odcinka południowego dwiema bateriami. Dywizjon tak miał zająć stanowiska ogniowe, aby bez ich zmiany mógł jednocześnie zapewnić wsparcie drugiej linii oporu odcinka północnego.
- 2/11 dak podporządkowana została dowódcy 18 pułku ułanów.

Dowódca zgrupowania płk dypl. Tadeusz Majewski swoje stanowisko dowodzenia rozwinął w Nowej Ameryce.

## Walki zgrupowania

### Pierwsze walki
W pasie obrony Armii „Pomorze” działania bojowe rozpoczęły się w godzinach rannych 1 września próbą opanowania mostów w Tczewie i stacji kolejowej w Chojnicach. W obu przypadkach sukces usiłowano osiągnąć w sposób podstępny. Na stację Chojnice Niemcy skierowali drezynę i pociąg pancerny. Pociąg nie został rozpoznany przez placówkę 18 puł ani przez funkcjonariuszy SG i poruszając się zgodnie z planem „cywilnego” pociągu pośpiesznego relacji Berlin–Królewiec przekroczył polską granicę. Załoga pociągu pancernego opanowała stację kolejową biorąc do niewoli pracujących tam polskich kolejarzy.
Walkę o odbicie stacji kolejowej rozpoczęła z powodzeniem 1 kompania strzelecka. Znajdujący się tam niemiecki pociąg pancerny ostrzeliwał miasto, ale po zdecydowanych działaniach polskich piechurów wycofał się w kierunku zachodnim zasłaniając się „żywymi tarczami” (polscy kolejarze i przypadkowi pasażerowie). Polscy żołnierze, współdziałający z kolejarzami, rozbili też na stacji Rytel nieprzyjacielską drezynę, a jej załogę wzięli do niewoli.

### Wycofanie w rejon Rytla
W tym też czasie rozpoczęło się natarcie oddziałów niemieckiej 20 DPZmot na pozycje ubezpieczeń zgrupowania. Zaskoczone placówki Straży Granicznej zostały rozbite i poniosły poważne straty. Broniły się polskie elementy rozpoznawcze. Rejon 18 pułku ułanów atakował niemiecki 76 ppzmot, który zmiótł wysunięte placówki pierwszej linii obronnej. Przed główną linią obronną ich atak został chwilowo zatrzymany. Niemcy uzyskali jednak powodzenie na południu w rejonie Kamienia, gdzie broniła się Straż Graniczna. W tej sytuacji dowódca 18 pułku ułanów płk Kazimierz Mastalerz postanowił wycofać się na drugą pozycję w rejon Pawłowo – wzgórze Racławki. Na tej linii zatrzymano natarcie niemieckiego pułku.
W tym czasie 1 bs skutecznie odpierał ataki innego pułku DPZmot, usiłującemu przyjść z pomocą załodze pociągu pancernego. Na przedpolu zostało kilka unieruchomionych wozów bojowych, a pociąg pancerny został zniszczony.

Na północnym skrzydle Zgrupowania bronił się batalion ON „Czersk". Z chwilą rozpoczęcia ostrzału Chojnic, dowódca batalionu wysłał na przedpole patrole rozpoznawcze. Około 6.00 nieprzyjaciel rozpoczął artyleryjskie przygotowanie ataku, a chwilę później do natarcia ruszyła niemiecka piechota. Dopiero po ponownym nawiązaniu łączności jedna polska bateria artylerii zaczęła wspierać piechurów. Jednak 1 kompania kpt. Alojzego Szczepańskiego poniosła znaczne straty.

Na kierunku Przechlewo–Swornegacie nacierał niemiecki II batalion 32 pułku straży granicznej. Tu bronił się pluton wzmocnienia polskiej Straży Granicznej. Dołączyli do niego strażnicy z poszczególnych placówek SG oraz funkcjonariusze z posterunku policji Konarzyny. Do 10.00 stawiano opór koło Konarzyn, a potem wycofano się na przesmyki międzyjeziorne.

Na przesmykach jezior Wityczno, Karsińskie i Charzykowskie w rejonie Swornegać i Małych Swornegać plutony straży granicznej zatrzymały natarcie niemieckiego II/32 pułku straży granicznej, a wycofały się dopiero w godzinach popołudniowych za jezioro Łąckie i za Brdę. W tej sytuacji dowódca niemieckiej 20 DPZmot zdecydował uderzyć na skrzydła polskiego Zgrupowania. Jej 76 pułk piechoty wznowił natarcie w kierunku Lichnowej. Także to natarcie zostało odparte. Rozpoczął się metodyczny ostrzał artyleryjski pozycji 18 pułku ułanów.
Osłaniający południowe skrzydło 18 puł pluton kolarzy zameldował, że oddziały niemieckie obchodzą z południa skrzydło drugiej linii obronnej. Około godz. 11.00 dowódca 18 pułku ułanów postanowił wycofać się na kolejną rubież obronną w rejonie Pawłowo–Racławki.
Około 12.00 sytuacja taktyczna 18 pułku ułanów wyglądała następująco: 
- linii Pawłowo–Racławki broniły 1., 2. i 4 szwadron i z trudem powstrzymywały kolejne ataki nieprzyjaciela,
- 3 szwadron zajmował kolejną linię obronną Nowa Cerkiew–Sternowo,
- 2/11 dak zajęła stanowiska w rejonie Sternowa i prowadziła intensywny ogień; w wyniku przegrzania lufy uszkodzone zostało jedno działo.

Szwadrony były przemęczone walką i doznały poważnych strat.

W tym czasie 1 batalion strzelców odpierał ataki od czoła, ale zbyt szybkie wycofanie się 18 pułku ułanów spowodowało odsłonięcie południowego skrzydła. Nacisk nieprzyjaciela wzmagał się też i na północnego sąsiada, na batalion ON „Czersk”.

Niemcom udało się włamać w głąb obrony 1 kompanii strzelców – dochodziło tu nawet do walki wręcz. Dowódca 1 bs zdecydował wówczas przeprowadzić kontratak drugorzutową kompanią. Manewr uzyskał powodzenie i odtworzono pierwotną pozycję. Straty 1 kompanii były jednak bardzo duże.
Na południowym skrzydle Zgrupowania „Chojnice” zarysowało się niebezpieczeństwo odcięcia drogi odwrotu z pozycji wysuniętej „Chojnice" na linię obrony stałej na Brdzie koło Rytla. Dowódca zgrupowania postanowił opuścić pozycję „Chojnice" i przejść w rejon Rytla. Swój sztab przeniósł z dworu Lipienice do Jeziórka za Brdą . 
Około 15.00 z Chojnic rozpoczął odwrót 1 bs. Batalion dosyć łatwo oderwał się od nieprzyjaciela, ale po wyjściu z miasta został ostrzelany z broni maszynowej w okolicach Klawkowa. 
Osłaniający odejście 1 bs batalion ON „Czersk” swój odwrót rozpoczął około 17.00. Jako ostatnia wycofała się broniąca prawego skrzydła batalionu 1 kompania. Jej dowódca poległ już rano, a wszyscy oficerowie byli ranni. Po otrzymaniu rozkazu ppor. Kalinowski z grupą rannych żołnierzy wycofał się, a pozostali osłaniali ich odwrót. Kiedy grupa ppor. Kalinowskiego zbliżyła się do zagrody znajdującej się na tyłach kompanii, została z niej zaatakowana przez dywersantów. Wycofanie resztek kompanii odbyło się już żywiołowo.
Zachodziła obawa, że oddziały niemieckie, które z południa podeszły do szosy Chojnice–Męcikał, przetną drogi odwrotu batalionowi ON Czersk na Mylof. Dowódca Zgrupowania postanowił wykonać kontratak częścią sił 18 pułku ułanów wzmocnionych szwadronem czołgów TK i brygadowym szwadronem kolarzy. Około 17.00 oficer łącznikowy por. Cydzik przybył z rozkazem gen. Grzmota-Skotnickiego na stanowisko dowodzenia dowódcy 18 pułku ułanów płk. Kazimierza Mastalerza o następującej treści:
Pułk przed zmierzchem wykona całością natarcie na Niemców, po czym pozostawi jeden szwadron w styczności z Niemcami, resztę pułku wycofać za Brdę, gdzie są umocnienia.
Dowódca pułku na tę okoliczność wydał swój rozkaz. Postanowił uderzyć na północne skrzydło nieprzyjaciela. Początek działań ustalony został na 19.00.
Odrzucając wszystkie mity o szarży pod Krojantami trzeba stwierdzić, że była ona błędem taktycznym i spowodowała niepotrzebne straty w 1. i 2 szwadronie oraz śmierć dowódcy 18 puł.

W tym czasie kiedy grupa manewrowa mjr. Maleckiego wykonywała szarżę, a następnie odwrót za Brdę, 3. i 4 szwadron 18 pułku ułanów oraz brygadowy szwadron kolarzy wsparte 2 baterią broniły rubieży Sternowo - Lotyń – Jakubowo. Około godz. 20.00 rtm. Ertman otrzymał rozkaz, aby do 22.00 częścią sił utrzymać zachodni skraj lasów w rejonie Jakubowo – Jeziorki i uniemożliwić nieprzyjacielowi wejście do tych lasów w kierunku Rytla jeszcze 1 września, a pozostałymi wycofać się za Brdę.
3 szwadron i szwadron kolarzy ze Sternowa przeszły na skraj lasu Jakubowo – Jeziorki, obsadzając szosę Chojnice – Rytel. Następnie 2 bateria zajęła stanowiska na południowy wschód od Młynek. 4 szwadron, który wycofywał się ostatni, został rozbity. Nocą zbierały się też oba bataliony piechoty. 1 bs zajął przygotowane stanowiska obronne na wschodnim brzegu Brdy, na północ od szosy i toru kolejowego Rytel – Czersk, a batalion ON „Czersk” zbierał się w rejonie Mylofu. Przed północą 18 pułk ułanów stanął za Brdą w Kwiekach, jako odwód Zgrupowania „Chojnice”. Dowództwo 18 pułku objął mjr Stanisław Malecki. Również w rejon Rytla została wycofana 2/11 dak. I/9 pal już od 19.00 znajdował się na nowych SO na wschód od Rytla. W nocy oddziały porządkowały się, uzupełniały amunicję. Po raz pierwszy w tym dniu żołnierze otrzymali posiłek.

### Przegrupowanie
Około 23.00 wydany został rozkaz dowódcy Armii „Pomorze”, nakazujący wojskom GO „Czersk” opuścić dotychczasowe pozycje i przejść na linię Jezior Cekcyńskich w celu przedłużenia obrony 9 Dywizji Piechoty.

W myśl tego rozkazu, dowódca GO „Czersk", gen. Stanisław Grzmot-Skotnicki, nakazał dowódcy Zgrupowania „Chojnice” opuścić zajmowane pozycje obronne w rejonie Rytla i przejść w rejon Gacna i zająć obronę frontem na północny zachód na linii Budziska Wielkie–Małe Gacno–Mikołajskie–Gacno Wielkie. Podporządkowany I/9 pal oddać w podporządkowanie dowódcy Pomorskiej BK.

W tym czasie oddziały Zgrupowania nie zdążyły się jeszcze zebrać. Wciąż jeszcze z rejonu Chojnic przez lasy napływały drobne grupy, które szukały w rejonie Rytla swoich macierzystych pododdziałów. Dowódca Zgrupowania nakazał I/9 pal natychmiast przejść przez Białą do Cekcyna. Pozostałe oddziały miały maszerować w nakazany rejon po marszrucie: Gutowiec–Woziwoda–Biała-Kamionka–Gacno. Na czele kolumny 1 bs, za nim batalion ON „Czersk”, następnie 2/11 dak, dalej batalion ON „Tuchola”. 18 pułk ułanów miał się skoncentrować w Legbądzie i po przejściu batalionów piechoty winien stanowić ariergardę. Gotowość do marszu określono na 2.00.

Pomimo że stale jeszcze przybywały drobne grupy żołnierzy z obu batalionów, oddziały Zgrupowania rozpoczęły marsz między godz. 2.00 a 3.00 i zasadniczo kontynuowały go bez przeszkód ze strony nieprzyjaciela. Jedynie 18 pułk ułanów w godzinach rannych powstrzymywał patrole 20 Dywizji Zmotoryzowanej. W godzinach popołudniowych zmęczeni żołnierze zbliżali się do Gacna.
Marsz w kierunku Bydgoszczy
W czasie gdy 9. i 27 Dywizja Piechoty prowadziły nieskoordynowane ze sobą działania, sztab GO „Czersk” opracował plan natarcia. Dowódca GO wysłał samolot rozpoznawczy w rejon na zachód i południe od Świecia. Nie stwierdził on żadnych zgrupowań nieprzyjaciela na tym kierunku, a droga do Bydgoszczy była wolna. Zgodnie z planem GO „Czersk” miała wejść do działania na odcinku od Błądzimia do Bramki i nacierać w kierunku południowym na Łowin – Różanna. W ramach ogólnego natarcia, na styku z lewym skrzydłem 27 DP, z rejonu na południe od Błądzimia miało nacierać zgrupowanie piechoty w składzie: 1 batalion strzelców, batalion ON „Kościerzyna” wzmocniony kompanią Straży Granicznej i batalion ON „Czersk”, w kierunku na Tuszyny – Łowin. Natarcie miał wspierać I/9 pułk artylerii lekkiej. II Gdyński batalion ON i 3/11 dywizjonu artylerii konnej miały wejść w skład odwodu Grupy Osłony.
Późnym wieczorem do dowództwa GO „Czersk” trafiła informacja o załamaniu się natarcia 27. i 9 Dywizji Piechoty. Wobec tak zmienionej sytuacji taktycznej, plan natarcia GO „Czersk” stał się nieaktualny. Dowódca GO podjął decyzję, by przesunąć swoje oddziały na południe i obsadzić północną część przedmościa Bydgoszcz, przedłużając aż do Wisły skrzydło obrony 15 Wielkopolskiej Dywizji Piechoty. Poszczególne zgrupowania miały przejść przez Bukowiec – Terespol w rejon Wołki – Kusowo na północ od Fordonu, a w razie zablokowania przejść przez niemieckie wojska pancerne, oddziały winny były udać się w rejon Świecia.
Marsz ku Wiśle
Tymczasem do sztabu GO „Czersk" przybył płk Tadeusz Majewski, który wyprzedził swe oddziały. W związku z dość powolnym marszem, gen. Grzmot-Skotnicki nakazał zgrupowaniu płk. Majewskiego kierować się na Świecie i tam przeprawić się przez Wisłę. Brano również pod uwagę ewentualność przejścia lewym brzegiem Wisły do Fordonu.

Dowódca Zgrupowania płk Majewski wrócił do swoich oddziałów i około 6.00 w rejonie Lniana przekazał podległym mu dowódcom rozkaz marszu w kierunku Świecia. Sztabowi zgrupowania polecił, aby w chwili niebezpieczeństwa zniszczył dokumentację Zgrupowania.

Rano 3 września 1 batalion strzelców i batalion ON „Czersk” oraz sztab zgrupowania doszły do szosy Błądzim–Świecie. Stąd ruszyły bezpośrednio na Świecie. Żołnierze byli przemęczeni, a marsz odbywał się po drogach zatarasowanych rozbitym sprzętem i kolumnami taborów. Bataliony miały duże straty marszowe. Około 7.00 oddziały zgrupowania zostały zbombardowane, utraciły z sobą łączność i zasadniczo maszerowały oddzielnie. Przed południem 1 batalion strzelców doszedł do rejonu Bramki, gdzie toczyły walki pododdziały 50 pułku piechoty. Tu dowódca batalionu dowiedział się, że droga do Świecia jest odcięta. Postanowił więc maszerować do Grudziądza. W czasie marszu batalion został obezwładniony przez bezkarnie latające na niskim pułapie lotnictwo nieprzyjaciela i przestał być zorganizowanym oddziałem. Grupy żołnierzy dołączyły do oddziałów 9 Dywizji Piechoty.
Także batalion ON „Czersk”, wskutek bombardowań, poniósł wielkie straty. Wobec niemożliwości marszu na Świecie, kpt. Feliks Szymański zdecydował się wycofać do lasów na północ od Błądzimia. Stąd wysyłał małe grupki żołnierzy pod dowództwem oficerów z zadaniem przenikania przez ugrupowanie nieprzyjaciela i kierowanie się ku Wiśle. Niektórym grupom to się udało, inne wróciły do batalionu lub dostały się do niewoli.

W rejonie Bramki sztab zgrupowania zakopał dokumentację, a poszczególni oficerowie przyłączyli się do rozbitych batalionów.

W godzinach popołudniowych 3 września bataliony pozbawione ogólnego kierownictwa faktycznie przestały istnieć jako zwarte zgrupowanie piechoty. Część żołnierzy przeprawiła się na prawy brzeg Wisły, część przyłączyła się do grupy płk. Mikołaja Alikowa. Jedna z grup byłych żołnierzy zgrupowania, pod dowództwem ppor. Edmunda Sadowskiego, stała się zalążkiem oddziału partyzanckiego.

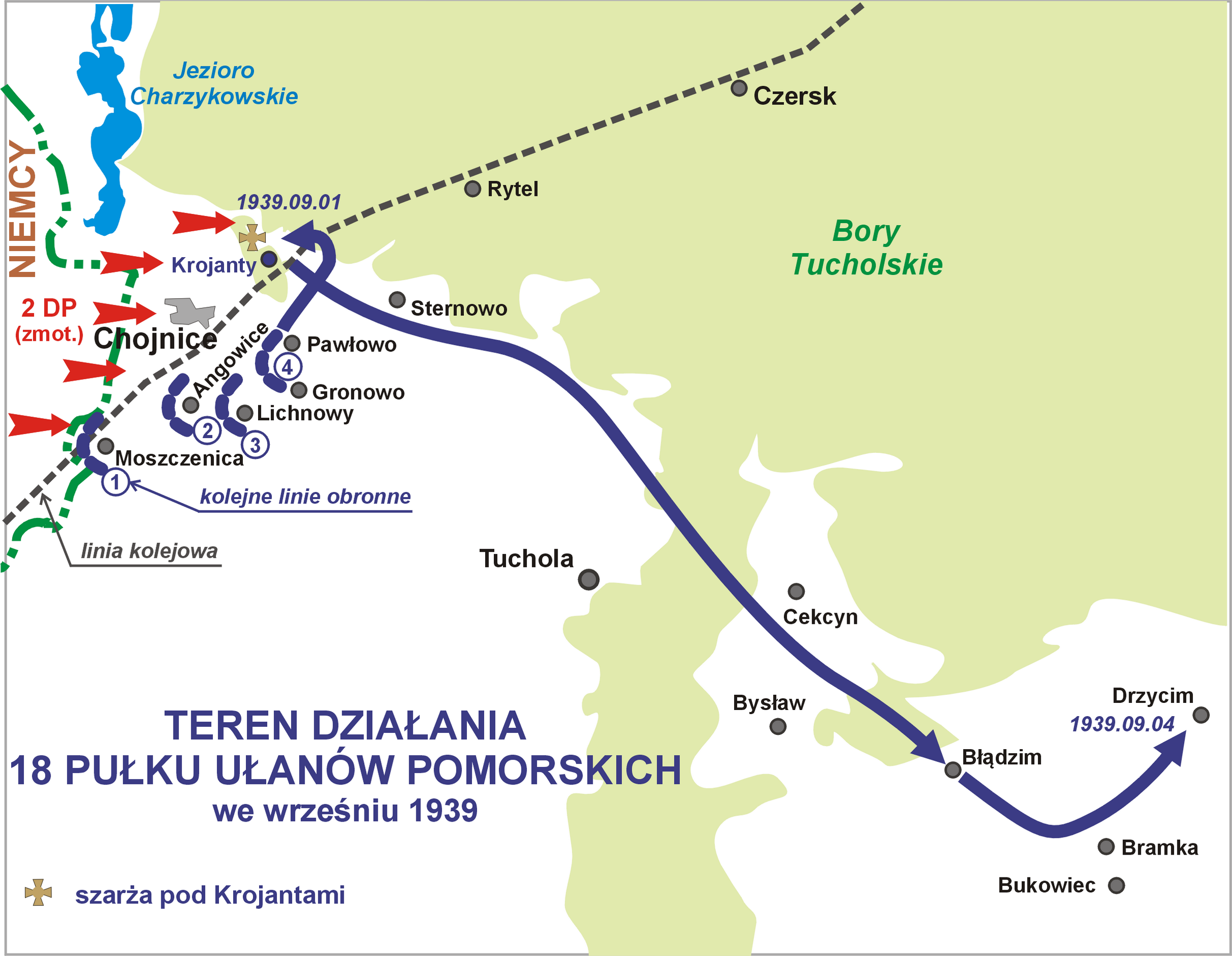

W tym czasie 18 pułk ułanów, stanowiący ariergardę Zgrupowania, późnym wieczorem odszedł z rejonu Gacna. Tabory zostały skierowane do Drzycimia, skąd miały ruszyć do Grudziądza. Szwadrony bojowe maszerowały dalej przez Wysoką Wieś do rejonu Błądzimia. Kiedy do Wysokiej Wsi przybyły 1. i 2 szwadron, zastały tam łącznika z rozkazem, by maszerować w kierunku Błądzim–Bramka–Bukowiec, a następnie w ślad za brygadą. Oba szwadrony wykonały rozkaz, przyłączając się w rejonie Bukowca do 16 pułku ułanów. 
Gdy pozostała część pułku na czele z dowódcą pułku mjr. Stanisławem Maleckim przybyła do Wysokiej Wsi, łącznika z rozkazem tam już nie było. Wobec wiadomości, że droga na południe jest zamknięta przez nieprzyjaciela, postanowiono maszerować w kierunku Drzycim–Gródek. W rejonie Drzycimia pułk został zbombardowany i poniósł poważne straty. Po uporządkowaniu pododdziałów, resztki pułku rozpoczęły marsz ku Wiśle, a w godzinach popołudniowych przyłączyły się do grupy płk. Mikołaja Alikowa i w jej składzie walczyły w rejonie Górnej i Dolnej Grupy.
Na przeprawach w Świeciu
Dowódca zgrupowania płk Majewski, wyprzedzając oddziały, udał się do Świecia. Zarówno w mieście jak i w okolicy nie zastał żadnej zorganizowanej przez wojsko przeprawy. Czynne tu stale dwa promy bez przerwy przewoziły wozy taborowe, często zapełnione dobytkiem prywatnym. Przeprawę wspomagał też stary statek parowy. Nad przeprawą krążyły bezkarnie niemieckie samoloty, bombardując i ostrzeliwując pomieszane polskie oddziały. Do Świecia nie dotarł żaden zwarty polski pododdział. Parki przeprawowe niszczone były przez Luftwaffe jeszcze na dalekich podejściach do Wisły.
Do Świecia dotarła tylko część żołnierzy Zgrupowania „Chojnice”. Tym, którym udało się przeprawić przez Wisłę, płk Majewski zorganizował w koszarach w Chełmnie punkt zborny. Ubierano ich w mundury, wydawano gorącą strawę i kawę. Rano 4 września płk Majewski na czele oddziału złożonego z rozbitków opuścił Chełmno, maszerując przez Chełmżę do Torunia. W drodze dołączyło do niego jeszcze kilkuset żołnierzy. W sumie do Torunia doprowadził około 4000 żołnierzy, w większości bez broni. Zgrupowane „Chojnice” już nie istniało.

## Struktura organizacyjna
25 sierpnia 1939
- Dowództwo zgrupowania[43]

dowódca zgrupowania – płk Tadeusz Majewski z Pomorskiej Brygady Obrony Narodowej
oficer sztabu – mjr Tadeusz Zglenicki z Pomorskiej Brygady ON
oficer operacyjny – ppor. rez. Edmund Sadowski z baonu ON „Tuchola”
oficer łączności – ppor. Leonard Stalmirski z Pomorskiej Brygady ON
komendant kwatery – ppor. Leon Lesiński z 1 batalionu strzelców
oficer informacyjny – ppor. Stanisław Bartusiak z 9 pułku artylerii lekkiej
- pluton łączności
- pluton rozpoznawczy
- 18 pułk Ułanów Pomorskich
- 1 batalion strzelców – ppłk Gustaw Zacny
- batalion ON „Czersk”
- batalion ON „Tuchola”
- I/9 pułku artylerii lekkiej
- 2 bateria 11 dywizjonu artylerii konnej
- kompania saperów KOP „Hoszcza”.